# Русское (село, Кировская область)
 Русское — село в Кировской области. Входит в состав муниципального образования «Город Киров»

## География
Расположено на расстоянии примерно 21 км по прямой на запад-юго-запад от железнодорожного вокзала Киров-Котласский.

## История
Известно с 1678 года как Починок Васки Юркина с 5 дворами, в 1764 67 жителей, в 1802 (починок Василья Юркина) 13 дворов. В 1873 году здесь (деревня Василия Юркина  или Русские) дворов 21 и жителей 146, в 1905 (село Василия Юркина  или Русские) 35 и 226, в 1926 (село Русское) 58 и 359, в 1950 40 и 198, в 1989 1369 жителей. Михаило-Архангельская церковь построена в 1900 году в деревянном исполнении, в 1909 как каменная. Административно подчиняется Октябрьскому району города Киров.

## Население
Постоянное население составляло 1358 человек (русские 98%) в 2002 году, 1303 в 2010.